# Pyramide (Geometrie)

Gerade quadratische Pyramide

Schiefe quadratische Pyramide

Unregelmäßige schiefe Pyramiden mit konvexem (links) bzw. konkavem Polygon

In der Geometrie ist eine Pyramide ein geometrischer Körper  (genauer ein Polyeder), dessen Kanten aus den Kanten eines ebenen Polygons (der Grundfläche) und den Verbindungsstrecken der Ecken des Polygons mit einem nicht in der Polygonebene gelegenen Punkt {\displaystyle S} (der Spitze) bestehen. Im bekanntesten Fall ist das Polygon ein Quadrat und die Spitze {\displaystyle S} ein Punkt senkrecht über dem Mittelpunkt des Quadrates. In diesem Fall entsteht eine gerade quadratische Pyramide. Liegt {\displaystyle S} nicht über dem Mittelpunkt des Quadrats, liegt eine schiefe quadratische Pyramide vor.
Bezeichnungen:

Die Gesamtheit der Seitenflächen einer Pyramide (= Oberfläche) besteht aus dem gegebenen Polygon, der Grundfläche, und aus Dreiecken mit dem gemeinsamen Punkt {\displaystyle S}. Die Dreiecke bilden zusammen den Mantel der Pyramide. Die Kanten des Polygons heißen Grundkanten und die Kanten durch {\displaystyle S} Seitenkanten.
Ist das Polygon regelmäßig, d. h. sind die Kanten gleich lang und liegen die Ecken auf einem Kreis mit Mittelpunkt {\displaystyle C}, so heißt die Pyramide regelmäßig. Ist zusätzlich {\displaystyle C} der Lotfußpunkt von {\displaystyle S} auf die Kreisebene, so heißt die Pyramide gerade. Die Dreiecke sind dann alle kongruent und gleichschenklig. Alle anderen Pyramiden heißen schief.
Der Begriff gerade Pyramide wird nicht einheitlich verwendet. Die englische Wikipedia verlangt nur, dass der Lotfußpunkt der Spitze mit dem geometrischen Schwerpunkt zusammenfällt.
Verbindung zu einem Kegel: Ersetzt man das Polygon durch eine Kurve, z. B. einen Kreis, und verbindet jeden Punkt der Kurve mit der Spitze, erhält man einen Kegel.

## Eigenschaften

### Allgemein
Hat das Polygon {\displaystyle n} Ecken, den Flächeninhalt {\displaystyle G} und ist die Höhe der Pyramide {\displaystyle h}, so gilt:
1. Anzahl der Ecken: {\displaystyle n+1}
2. Anzahl der Flächen: {\displaystyle n+1}
3. Anzahl der Kanten: {\displaystyle 2n}
4. Volumen: {\displaystyle V={\tfrac {1}{3}}Gh}
5. Der Schwerpunkt {\displaystyle C'} der Pyramide teilt die Strecke zwischen dem Mittelpunkt der Grundfläche {\displaystyle C} und der Spitze {\displaystyle S} im Verhältnis {\displaystyle 1:3}.

Im Fall {\displaystyle n=3} nennt man die Pyramide Tetraeder.

### Gerade quadratische Pyramide

Gerade quadratische Pyramide: Bezeichnungen

Es sei {\displaystyle a} die Quadratlänge und {\displaystyle h} die Höhe der Pyramide.

#### Geometrische Eigenschaften
{\displaystyle n=4,\ G=a^{2}}
Höhe der Dreiecke: {\displaystyle h'={\sqrt {h^{2}+{\frac {a^{2}}{4}}}}}
Dreiecksfläche: {\displaystyle {\frac {a}{2}}{\sqrt {h^{2}+{\frac {a^{2}}{4}}}}}
Länge der Kanten durch die Spitze: {\displaystyle l={\sqrt {h^{2}+{\frac {a^{2}}{2}}}}}
Volumen: {\displaystyle V={\frac {1}{3}}a^{2}h}
Oberfläche: {\displaystyle O=a^{2}+a\cdot {\sqrt {4\cdot h^{2}+a^{2}}}}
Höhe des Schwerpunkts {\displaystyle C'} über dem Mittelpunkt der Grundfläche {\displaystyle C}: {\displaystyle s={\frac {h}{4}}}
Weitere Eigenschaften enthält der Abschnitt Formeln für regelmäßige Pyramiden.

#### Johnson-Körper

Links: Johnson-Körper
Rechts: Pyramide mit maximalem Volumen bei vorgegebener Oberfläche

Eine quadratische Pyramide, deren vier dreieckige Seitenflächen gleichseitig sind, ist der einfachste Johnson-Körper, abgekürzt mit {\displaystyle J_{1}}.
In diesem Fall gilt {\displaystyle h={\frac {a}{2}}\cdot {\sqrt {2}}} und die Pyramide ist ein halbes reguläres Oktaeder. Verdoppelt man die Höhe, erhält man die Pyramide mit maximalem Volumen bei vorgegebener Oberfläche.

#### Maximales Volumen
Unter allen quadratischen Pyramiden mit vorgegebener Oberfläche {\displaystyle O} hat diejenige das größte Volumen, für die
{\displaystyle a={\frac {\sqrt {O}}{2}},\quad h={\sqrt {\frac {O}{2}}}\quad } und damit {\displaystyle \quad h=a\cdot {\sqrt {2}}}
gilt. Ihr Volumen ist dann {\displaystyle V={\frac {1}{3}}\cdot a^{3}\cdot {\sqrt {2}}={\frac {O{\sqrt {O}}}{12{\sqrt {2}}}}}.
Zum Nachweis löse man {\displaystyle \;O=a^{2}+a{\sqrt {4h^{2}+a^{2}}}\;} nach {\displaystyle h^{2}} auf, setze es in {\displaystyle U=9V^{2}=a^{4}h^{2}} ein und bestimme das lokale Maximum von {\displaystyle U(a)}.

## Formeln für regelmäßige Pyramiden

### Tabelle
Die Tabelle enthält Formeln für geometrische Eigenschaften einer allgemeinen regelmäßigen gerade Pyramide (2. Spalte). In der 3. und 4. Spalte speziell für die Fälle {\displaystyle n=4} und {\displaystyle n=3}.

Regelmäßige gerade Pyramiden: Bezeichnungen für die Formeltabelle

| Größen einer regelmäßigen Pyramide mit der Höhe h und einem regelmäßigen n-Eck mit Seitenlänge a als Grundfläche | Größen einer regelmäßigen Pyramide mit der Höhe h und einem regelmäßigen n-Eck mit Seitenlänge a als Grundfläche | Größen einer regelmäßigen Pyramide mit der Höhe h und einem regelmäßigen n-Eck mit Seitenlänge a als Grundfläche | Größen einer regelmäßigen Pyramide mit der Höhe h und einem regelmäßigen n-Eck mit Seitenlänge a als Grundfläche |
| --- | --- | --- | --- |
| | Allgemeiner Fall | Quadratische Pyramide | Regelmäßige Dreieckspyramide |
| Volumen | {\displaystyle V={\frac {na^{2}h}{12}}\cot \left({\frac {\pi }{n}}\right)} | {\displaystyle V={\frac {a^{2}h}{3}}} | {\displaystyle V={\frac {a^{2}h}{12}}{\sqrt {3}}} |
| Oberfläche | {\displaystyle O={\frac {na}{4}}\left(a\cot \left({\frac {\pi }{n}}\right)+{\sqrt {4h^{2}+a^{2}\cot ^{2}\left({\frac {\pi }{n}}\right)}}\right)}                                                                                           | {\displaystyle O=a^{2}+a{\sqrt {4h^{2}+a^{2}}}} | {\displaystyle O={\frac {3a}{4}}\left({\frac {a}{3}}{\sqrt {3}}+{\sqrt {4h^{2}+{\frac {a^{2}}{3}}}}\right)} |
| Seitenkantenlänge                                                                                                | {\displaystyle l=\left(h^{2}+{\frac {a^{2}}{4\sin ^{2}\left({\frac {\pi }{n}}\right)}}\right)^{\frac {1}{2}}} | {\displaystyle l={\sqrt {h^{2}+{\frac {a^{2}}{2}}}}} | {\displaystyle l={\sqrt {h^{2}+{\frac {a^{2}}{3}}}}} |
| Umkugelradius | {\displaystyle r_{u}={\frac {h}{2}}+{\frac {a^{2}}{8h\sin ^{2}\left({\frac {\pi }{n}}\right)}}} | {\displaystyle r_{u}={\frac {h}{2}}+{\frac {a^{2}}{4h}}} | {\displaystyle r_{u}={\frac {h}{2}}+{\frac {a^{2}}{6h}}} |
| Inkugelradius | {\displaystyle r_{i}={\frac {ah}{a+{\sqrt {4h^{2}\tan ^{2}\left({\frac {\pi }{n}}\right)+a^{2}}}}}} | {\displaystyle r_{i}={\frac {ah}{a+{\sqrt {4h^{2}+a^{2}}}}}} | {\displaystyle r_{i}={\frac {ah}{a+{\sqrt {12h^{2}+a^{2}}}}}} |
| Basiswinkel der gleichschenkligen Dreiecke {\displaystyle \alpha _{2}=\alpha _{1}}                               | {\displaystyle \alpha _{1}=\arctan \left({\frac {1}{a}}{\sqrt {4h^{2}+a^{2}\cot ^{2}\left({\frac {\pi }{n}}\right)}}\right)} | {\displaystyle \alpha _{1}=\arctan \left({\frac {1}{a}}{\sqrt {4h^{2}+a^{2}}}\right)} | {\displaystyle \alpha _{1}=\arctan \left({\frac {1}{a}}{\sqrt {4h^{2}+{\frac {a^{2}}{3}}}}\right)} |
| Winkel an der Spitze der gleichschenkligen Dreiecke                                                              | {\displaystyle \alpha _{3}=2\arctan \left({\frac {a}{\sqrt {4h^{2}+a^{2}\cot ^{2}\left({\frac {\pi }{n}}\right)}}}\right)} | {\displaystyle \alpha _{3}=2\arctan \left({\frac {a}{\sqrt {4h^{2}+a^{2}}}}\right)} | {\displaystyle \alpha _{3}=2\arctan \left({\frac {a}{\sqrt {4h^{2}+{\frac {a^{2}}{3}}}}}\right)} |
| Winkel zwischen Grundfläche und gleichschenkligen Dreiecken                                                      | {\displaystyle \beta _{1}=\arctan \left({\frac {2h\tan \left({\frac {\pi }{n}}\right)}{a}}\right)} | {\displaystyle \beta _{1}=\arctan \left({\frac {2h}{a}}\right)} | {\displaystyle \beta _{1}=\arctan \left({\frac {2{\sqrt {3}}h}{a}}\right)} |
| Winkel zwischen den gleichschenkligen Dreiecken                                                                  | {\displaystyle \beta _{2}=2\arctan \left({\frac {1}{2h}}\left({\frac {4h^{2}\sin ^{2}\left({\frac {\pi }{n}}\right)+a^{2}}{\tan ^{2}\left({\frac {\pi }{n}}\right)-\sin ^{2}\left({\frac {\pi }{n}}\right)}}\right)^{\frac {1}{2}}\right)} | {\displaystyle \beta _{2}=2\arctan \left({\frac {1}{2h}}{\sqrt {4h^{2}+2a^{2}}}\right)} | {\displaystyle \beta _{2}=2\arctan \left({\frac {1}{3h}}{\sqrt {3h^{2}+a^{2}}}\right)} |
| Winkel zwischen Seitenkante und Grundfläche                                                                      | {\displaystyle \gamma =\arctan \left({\frac {2h\sin \left({\frac {\pi }{n}}\right)}{a}}\right)} | {\displaystyle \gamma =\arctan \left({\frac {2h}{{\sqrt {2}}a}}\right)} | {\displaystyle \gamma =\arctan \left({\frac {{\sqrt {3}}h}{a}}\right)} |
| Raumwinkel an der Grundfläche                                                                                    | {\displaystyle \Omega _{1}=4\arctan \left({\sqrt {\tan \left({\frac {2\beta _{1}+\beta _{2}}{4}}\right)\tan \left({\frac {2\beta _{1}-\beta _{2}}{4}}\right)\tan ^{2}\left({\frac {\beta _{2}}{4}}\right)}}\right)}                        | {\displaystyle \Omega _{1}=4\arctan \left({\sqrt {\tan \left({\frac {2\beta _{1}+\beta _{2}}{4}}\right)\tan \left({\frac {2\beta _{1}-\beta _{2}}{4}}\right)\tan ^{2}\left({\frac {\beta _{2}}{4}}\right)}}\right)} | {\displaystyle \Omega _{1}=4\arctan \left({\sqrt {\tan \left({\frac {2\beta _{1}+\beta _{2}}{4}}\right)\tan \left({\frac {2\beta _{1}-\beta _{2}}{4}}\right)\tan ^{2}\left({\frac {\beta _{2}}{4}}\right)}}\right)} |
| Raumwinkel in der Spitze                                                                                         | {\displaystyle \Omega _{2}=2\pi -2n\arcsin \left(\cos \left({\frac {\pi }{n}}\right){\sqrt {\tan ^{2}\left({\frac {\pi }{n}}\right)-\tan ^{2}\left({\frac {\alpha _{3}}{2}}\right)}}\right)}                                               | {\displaystyle \Omega _{2}=2\pi -2n\arcsin \left(\cos \left({\frac {\pi }{n}}\right){\sqrt {\tan ^{2}\left({\frac {\pi }{n}}\right)-\tan ^{2}\left({\frac {\alpha _{3}}{2}}\right)}}\right)}                        | {\displaystyle \Omega _{2}=2\pi -2n\arcsin \left(\cos \left({\frac {\pi }{n}}\right){\sqrt {\tan ^{2}\left({\frac {\pi }{n}}\right)-\tan ^{2}\left({\frac {\alpha _{3}}{2}}\right)}}\right)}                        |

### Spezialfälle

Pyramide als Teil eines Ikosaeders

Für bestimmte Werte von {\displaystyle n} und {\displaystyle h} ergeben sich Zusammenhänge mit platonischen Körpern:
- Für {\displaystyle n=3} und {\displaystyle h={\frac {a}{3}}{\sqrt {6}}} ergibt sich das regelmäßige Tetraeder.
- Für {\displaystyle n=4} und {\displaystyle h={\frac {a}{2}}{\sqrt {2}}} ergibt sich eine quadratische Pyramide, die ein halbes reguläres Oktaeder ist.
- Für {\displaystyle n=5} und {\displaystyle h={\frac {a}{10}}{\sqrt {50-10{\sqrt {5}}}}} ergibt sich eine regelmäßige fünfseitige Pyramide, die ein Teil des Ikosaeders ist.

### Maximales Volumen im Fall n

Pyramiden mit maximalem Volumen bei vorgegebener Oberfläche,
rot: Kegel mit derselben Eigenschaft und derselben Oberfläche

Mit Überlegungen wie für eine gerade quadratische Pyramide (siehe oben) zeigt man:
Unter allen geraden regulären n-seitigen Pyramiden mit vorgegebener Oberfläche {\displaystyle O} hat diejenige das größte Volumen, für die
{\displaystyle a={\sqrt {\frac {O}{n\cot {\frac {\pi }{n}}}}},}
{\displaystyle h={\sqrt {2\;O}}\;{\sqrt {\frac {\cot {\frac {\pi }{n}}}{n}}}={\sqrt {\tfrac {2\;O}{\pi }}}\cdot {\sqrt {{\tfrac {\pi }{n}}\cot {\tfrac {\pi }{n}}}}}
und damit {\displaystyle \ h=a{\sqrt {2}}\cot {\tfrac {\pi }{n}}\ } gilt.
Der Umkreisradius des Basispolygons ist
{\displaystyle \ r_{u}={\frac {a}{2\sin {\tfrac {\pi }{n}}}}={\sqrt {\tfrac {O}{4\pi }}}\cdot {\sqrt {\frac {\tfrac {2\pi }{n}}{\sin {\frac {2\pi }{n}}}}}\ }.
Das maximale Volumen ist
{\displaystyle V={\tfrac {O}{12}}{\sqrt {\tfrac {2\;O}{\pi }}}\cdot {\sqrt {{\tfrac {\pi }{n}}\cot {\tfrac {\pi }{n}}}}\ }.
Für {\displaystyle n} gegen unendlich geht {\displaystyle a} monoton fallend gegen {\displaystyle 0} und {\displaystyle h} monoton steigend gegen {\displaystyle h_{k}={\sqrt {\tfrac {2\;O}{\pi }}}}. Letzteres ist die Höhe eines Kegels mit maximalem Volumen bei vorgegebener Oberfläche {\displaystyle O}. (Bei der Grenzwertbildung wird {\displaystyle \lim _{x\to 0}{\tfrac {\sin x}{x}}=1} verwendet.)

Der Radius des Basiskreises des optimalen Kegels ist
{\displaystyle \ r_{k}={\sqrt {\tfrac {O}{4\pi }}}},

seine Höhe {\displaystyle \ h_{k}=2{\sqrt {2}}\;r_{k}={\sqrt {\tfrac {2\;O}{\pi }}}\ } und

sein Volumen {\displaystyle \ V_{k}={\tfrac {O}{12}}{\sqrt {\tfrac {2\;O}{\pi }}}\ }.
Für das Verhältnis der Volumina gilt:
{\displaystyle {\frac {V_{\text{Pyram}}}{V_{\text{Kegel}}}}={\sqrt {{\frac {\pi }{n}}\cot {\frac {\pi }{n}}}}},
das für {\displaystyle n\to \infty } gegen 1 strebt.

### Zusammenhang mit dem Kreiskegel

Pyramide zur Approximation eines Kegels

Regelmäßige Pyramiden, die ein regelmäßiges Vieleck als Grundfläche haben, können verwendet werden, um einen Kreiskegel zu approximieren, der nach Definition einen Kreis als Grundfläche hat.
Wenn das regelmäßige Vieleck {\displaystyle n} Ecken hat, also ein {\displaystyle n}-Eck ist, kann formal der Grenzwert für unendlich großes {\displaystyle n} gebildet werden. Der Kreiskegel kann sozusagen als regelmäßige Pyramide aufgefasst werden, wobei die Grundfläche unendlich viele Ecken und die Seitenlänge des {\displaystyle n}-Ecks den Grenzwert 0 hat.
Im Folgenden soll auf diese Weise das Volumen des Kreiskegels hergeleitet werden.
Mithilfe der Formel für den Flächeninhalt eines regelmäßigen {\displaystyle n}-Ecks (siehe Regelmäßiges Polygon – Umfang und Flächeninhalt) ergibt sich für das Volumen {\displaystyle V} der regelmäßigen Pyramide, wenn der Umkreisradius {\displaystyle r_{u}} des {\displaystyle n}-Ecks bekannt ist:
{\displaystyle V={\frac {Gh}{3}}=n{\frac {r_{u}^{2}}{2}}\sin \left({\frac {2\pi }{n}}\right){\frac {h}{3}}={\frac {nr_{u}^{2}h}{6}}\sin \left({\frac {2\pi }{n}}\right)}
Um das Volumen des Kreiskegels zu bestimmen, kann der Grenzwert für {\displaystyle n} gegen unendlich gebildet werden. Dieser Grenzwert ergibt sich mit Hilfe der Formel {\displaystyle \lim _{x\to 0}{\tfrac {\sin x}{x}}=1}:
{\displaystyle V_{\text{Kreiskegel}}=\lim _{n\to \infty }{\frac {Gh}{3}}=\lim _{n\to \infty }{\frac {n\,r_{u}^{2}\,h}{6}}\sin \left({\frac {2\pi }{n}}\right)}
{\displaystyle \qquad \qquad ={\frac {r_{u}^{2}\,h}{6}}2\pi \cdot \lim _{n\to \infty }{\frac {\sin \left({\frac {2\pi }{n}}\right)}{\frac {2\pi }{n}}}={\frac {r_{u}^{2}\,h}{6}}2\pi \cdot 1={\frac {1}{3}}\pi r_{u}^{2}\cdot h}

## Herleitung der Volumenformel für die allgemeine Pyramide
Für die Herleitung des Volumens einer allgemeinen Pyramide gibt es mehrere Wege:

### Berechnung mit Hilfe des Spatprodukts
Eine von den Vektoren {\displaystyle {\vec {a}},{\vec {b}},{\vec {c}}} aufgespannte dreiseitige Pyramide hat das Volumen
{\displaystyle V={\frac {1}{6}}\cdot \left|\left({\vec {a}}\times {\vec {b}}\right)\cdot {\vec {c}}\right|.}

### Elementargeometrische Begründung
Die erwähnte Volumenformel lässt sich elementargeometrisch in zwei Schritten begründen:
1. Ein Würfel kann in drei gleiche Pyramiden mit quadratischer Grundfläche zerlegt werden, deren Spitzen in einer Ecke des Würfels zusammenfallen. Die drei Grundflächen sind die drei Seitenflächen des Würfels, die diese gemeinsame Spitze nicht enthalten.
2. Zwei Pyramiden mit gleicher Grundfläche und gleicher Höhe stimmen im Volumen überein.

Zum Beweis dieser Aussage kann man das Prinzip von Cavalieri und die Gesetze der zentrischen Streckung heranziehen.
Für Pyramiden gilt demzufolge die Volumenformel
{\displaystyle V={\frac {1}{3}}\cdot G\cdot h.}

### Begründung mit Hilfe der Integralrechnung
Der Rauminhalt einer Pyramide mit der Grundfläche {\displaystyle G} und der Höhe {\displaystyle h} kann berechnet werden, wenn man sich die Pyramide aus dünnen (infinitesimalen) Schichten der Dicke {\displaystyle \mathrm {d} y} parallel zur Grundfläche aufgebaut vorstellt. Eine {\displaystyle y}-Achse lege man nun durch die Spitze der Pyramide, sodass die Höhe {\displaystyle h} mit der {\displaystyle y}-Achse zusammenfällt. Bezeichnet man die Fläche der Schicht im Abstand {\displaystyle y} von der Spitze mit {\displaystyle A(y)}, so kann man aus den Gesetzen der zentrischen Streckung eine Formel für {\displaystyle A(y)} herleiten:
{\displaystyle A(y):G=y^{2}:h^{2}}
{\displaystyle A(y)={\frac {G}{h^{2}}}y^{2}}
Daraus ergibt sich das Volumen der Pyramide durch Integration von {\displaystyle y=0} bis {\displaystyle y=h} nach dem Prinzip von Cavalieri:
{\displaystyle V=\int _{0}^{h}A(y)\,\mathrm {d} y=\int _{0}^{h}{\frac {G}{h^{2}}}y^{2}\,\mathrm {d} y={\frac {G}{h^{2}}}\int _{0}^{h}y^{2}\,\mathrm {d} y={\frac {G}{h^{2}}}\cdot {\frac {1}{3}}\left[y^{3}\right]_{0}^{h}={\frac {G}{h^{2}}}\cdot {\frac {1}{3}}\left[h^{3}-0\right]={\frac {1}{3}}G\cdot h}

## Vermessung eines Pyramidenbauwerks

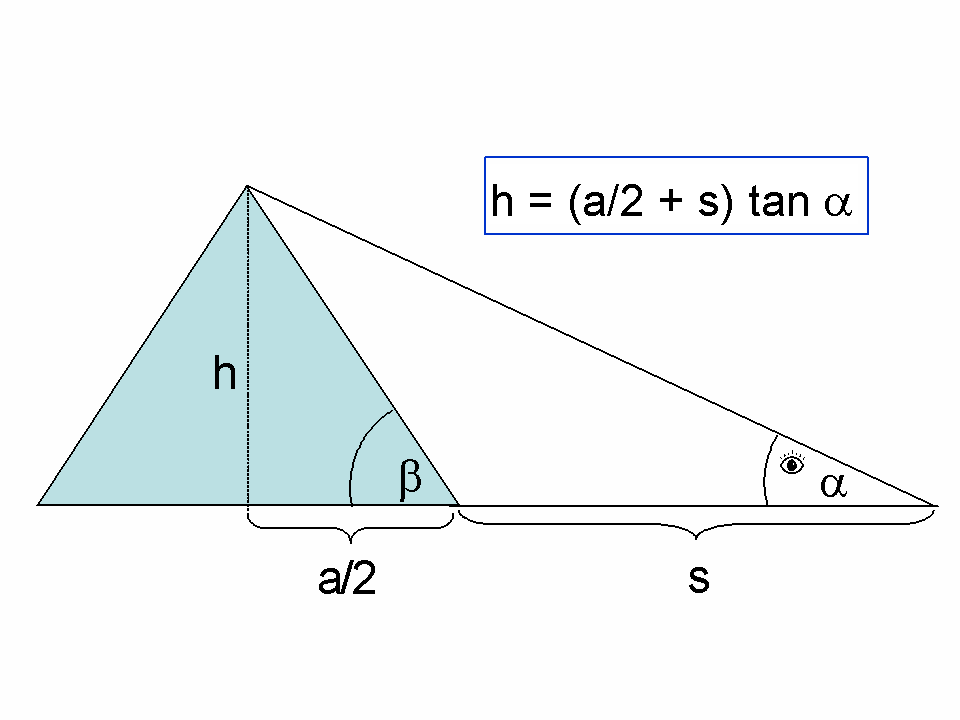
Betrachtung aus der Entfernung und Sehwinkelbestimmung in vereinfachter Form

Bei einer großen Pyramide lassen sich die Kantenlängen der Basis direkt gut vermessen, jedoch nicht die Höhe, die nicht direkt zugänglich ist. Im Folgenden sollen die grundsätzlichen Schwierigkeiten dargelegt werden, die nicht so sehr mit der Methodik des Messverfahrens selbst zusammenhängen. Ein einfaches geometrisches Verfahren zur Höhenbestimmung größerer Objekte ist die Betrachtung aus der Entfernung und die Bestimmung des Sehwinkels (in vereinfachter Form durch die nebenstehende Grafik aufgezeigt).
Im Abstand {\displaystyle s} von der unteren Pyramidenkante wird die Spitze der Pyramide unter dem gemessenen Winkel {\displaystyle \alpha } angepeilt. Der Abstand des Beobachtungspunktes von der Pyramidenspitze in horizontaler Linie ist somit der um die halbe Grundseite vermehrte Abstand von der Pyramidenkante {\displaystyle a/2+s.} Die Höhe {\displaystyle h} ergibt sich aus der Formel in der Grafik. Damit wäre die Bestimmung der Höhe kein großes Problem. Es gibt jedoch folgende Schwierigkeiten:
- Die Spitze der Pyramide liegt nicht unbedingt exakt über dem Mittelpunkt der Grundfläche.
- Die Länge der Basiskante der Pyramide ist nicht sauber bestimmbar (abgebrochene Steine, Erosion).
- Die Spitze ist nicht mehr vorhanden (abgetragen).
- Der Neigungswinkel der Pyramide ist schwer bestimmbar (Abtragung, Erosion).

Das entspricht bei den bekannten großen Pyramiden weitgehend der Realität. Es muss definiert werden, von welchem Bodenniveau aus die Höhe der Pyramide gelten soll, also wo ihre Basis angenommen wird; von dieser aus muss die Höhenabweichung des Beobachtungspunktes, an dem {\displaystyle \alpha } gemessen wird, genau berücksichtigt werden. Die Winkelmessung selbst kann in der Regel sehr präzise ausgeführt werden. Angenommen, die Basislänge {\displaystyle a} der Pyramide ließe sich nicht genauer als auf 30 cm und damit die Entfernung {\displaystyle a/2+s} zum Messpunkt nicht genauer als auf 15 cm bestimmen. Dadurch würde bei einem Sehwinkel {\displaystyle \alpha } von angenommenen 35° die Höhe um den Betrag von etwa 10 cm ungenau sein. Außerdem soll noch der Neigungswinkel {\displaystyle \beta } der Seitenfläche bestimmt werden. Eine hypothetische große Pyramide der Basislänge von 200 m und einer Höhe von 140 m hätte bei einer Ungenauigkeit der Höhenangabe von 10 cm eine Ungenauigkeit der Neigungswinkelangabe von etwa einer Bogenminute (54°27′44″ bei {\displaystyle h=140{,}0\,\mathrm {m} } gegenüber 54°26′34″ mit {\displaystyle h=139{,}9\,\mathrm {m} }). Das gilt nun für Pyramiden, deren Spitze noch vorhanden ist. Die Realität sieht aber anders aus. Die Höhenbestimmung gibt also nicht die ursprüngliche Höhe wieder, sondern die Höhe der abgetragenen Pyramide.

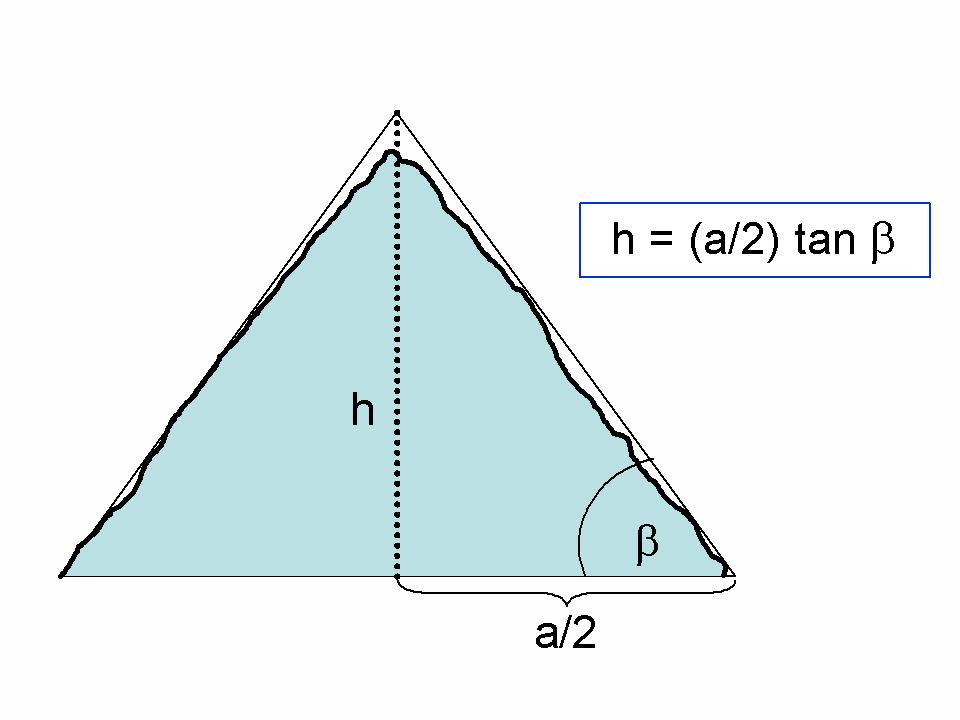
Problem bei Extrapolation

Die Spitze muss also extrapoliert werden. Das nebenstehende Bild zeigt schematisch das Problem. Sowohl die Seitenflächen als auch die Spitze sind durch Abriss und Verwitterung deutlich abgetragen:
Die Höhe {\displaystyle h} wäre daher gemäß der Formel aus der direkten Bestimmung des Neigungswinkels {\displaystyle \beta } zugänglich. Wie ersichtlich, ist die Bestimmung mit großen Fehlern behaftet. Eine Ausnahme bildet die Chephren-Pyramide, weil diese im oberen Teil noch die originalen Decksteine hat. Der Winkel {\displaystyle \beta } ist dadurch genauer bestimmbar als bei den anderen Pyramiden. Das erklärt die gute Übereinstimmung verschiedener Autoren hinsichtlich des Neigungswinkels.
Damit wird klar, dass bei realen Pyramiden weder die Höhe auf den Zentimeter noch der Neigungswinkel auf die Bogensekunde exakt angegeben werden kann.

## Verwandte Begriffe
Verwandte Formen in der Geometrie sind der Pyramidenstumpf (eine parallel zur Grundfläche „abgeschnittene“ Pyramide) und die Doppelpyramide (ein Polyeder aus zwei spiegelsymmetrischen Pyramiden mit derselben Grundfläche).
Eine Hyperpyramide ist eine Verallgemeinerung auf {\displaystyle n} Dimensionen. Die in diesem Artikel beschriebene Pyramide ist eine dreidimensionale Hyperpyramide. Eine zweidimensionale Hyperpyramide wäre ein Dreieck, eine vierdimensionale ein Pentachoron.
Mit der Pyramide in der Architektur befasst sich der Artikel Pyramide (Bauwerk).